# 129338 Andrewlowman
129338 Andrewlowman è un asteroide della fascia principale. Scoperto nel 2005, presenta un'orbita caratterizzata da un semiasse maggiore pari a 3,0569621 UA e da un'eccentricità di 0,0965326, inclinata di 7,75400° rispetto all'eclittica.